# Бенамади, Абдерахман
Абдерахман Бенамади (араб. عبد الرحمان بن حمادي‎; род. 3 июля 1985, Алжир) — алжирский дзюдоист, представитель средней и полусредней весовых категорий. Выступает за национальную сборную Алжира по дзюдо с 2005 года, чемпион Африки, двукратный чемпион Всеафриканских игр, победитель и призёр многих турниров национального и международного значения, участник летних Олимпийских игр в Рио-де-Жанейро.

## Биография
Абдерахман Бенамади родился 3 июля 1985 года в Алжире.
Первого серьёзного успеха на взрослом международном уровне добился в сезоне 2005 года, когда вошёл в основной состав алжирской национальной сборной и побывал на чемпионате мира в Каире, откуда привёз награду серебряного достоинства, выигранную в зачёте полусредней весовой категории — в решающем финальном поединке уступил голландцу Гийому Элмонту. Также в этом сезоне выиграл бронзовые медали на чемпионате Африки в Порт-Элизабете и на Средиземноморских играх в Альмерии.
В 2006 году одержал победу на международном турнире в Тунисе, получил бронзу на африканском первенстве в Маврикии.
На домашних Всеафриканских играх 2007 года в Алжире завоевал серебряную медаль в полусреднем весе.
В 2008 году выиграл бронзовую медаль на чемпионате Африки в Агадире.
Принимал участие в мировом первенстве 2009 года в Роттердаме, где был остановлен на стадии 1/16 финала.
В 2011 году победил на африканском первенстве в Дакаре и на Всеафриканских играх в Мапуту, взял бронзу на Панарабских играх в Дохе и на Всемирных военных играх в Рио-де-Жанейро, при этом на чемпионате мира в Париже в 1/32 финала проиграл представителю Украины Виталию Дудчику.
В 2012 году добавил в послужной список серебряную награду, полученную на чемпионате Африки в Агадире.
Начиная с 2013 года выступал в средней весовой категории, в частности в этом сезоне выиграл бронзовую медаль на Средиземноморских играх в Мерсине, побывал на мировом первенстве в Рио-де-Жанейро.
В 2014 году стал серебряным призёром на африканском первенстве в Порт-Луи, отметился выступлением на чемпионате мира в Челябинске.
В 2015 году был лучшим на чемпионате Африки в Либревиле и на Африканских играх в Браззавиле, попал в число призёров на этапах Кубка мира в Порт-Луи и Вуллонгонге, тогда как на мировом первенстве в Астане был побеждён в 1/32 финала.
Благодаря череде удачных выступлений удостоился права защищать честь страны на летних Олимпийских играх 2016 года в Рио-де-Жанейро. Уже в стартовом поединке категории до 90 кг потерпел поражение от узбека Шерали Джураева и сразу же выбыл из борьбы за медали.
После Олимпиады Бенамади остался в составе дзюдоистской команды Алжира и продолжил принимать участие в крупнейших международных турнирах. Так, в 2017 году он выиграл бронзовую медаль на чемпионате Африки в Антананариву, стал серебряным призёром на Играх исламской солидарности в Баку, выступил на чемпионате мира в Будапеште, где в 1/16 финала проиграл грузину Ушанги Маргиани.
В 2018 году одержал победу на чемпионате Африки в Тунисе, был лучшим на этапах Кубка мира в Дакаре и Яунде.